# Paul Geidel
Paul Geidel, född 21 april 1894 i Hartford i USA, död 1 maj 1987, är den person som har suttit fängslad under längst tid. Han frigavs den 7 maj 1980 vid 86 års ålder och hade då tillbringat 68 år och 245 dagar bakom lås och bom.